# Carlos Lucas
Carlos Lucas Manríquez (* 4. Juni 1930 in Villarrica; † 19. April 2022 ebenda) war ein chilenischer Boxer.

## Erfolge
Carlos Lucas begann 1947 mit dem Boxsport und wurde vier Jahre später chilenischer Meister im Mittelschwergewicht. Bei den Olympischen Spielen 1956 in Melbourne schied Lucas erst im Halbfinale gegen den Rumänen Gheorghe Negrea aus und gewann damit die Bronzemedaille im Halbschwergewicht. 1959 gewann er eine weitere Bronzemedaille bei den Panamerikanischen Spielen in Chicago.
Im Mittelgewicht nahm er noch an den Olympischen Spielen 1960 in Rom teil, wo er im Achtelfinale gegen Jewgeni Feofanow aus der Sowjetunion ausschied.